# Zăpodeni
Zăpodeni is een Roemeense gemeente in het district Vaslui.
Zăpodeni telt 4120 inwoners.